# Roberto Locatelli
Roberto Locatelli (Bergamo, 5 luglio 1974) è un pilota motociclistico italiano, campione del mondo nella classe 125 nel 2000, ritiratosi dall'attività agonistica.

## Carriera
Nel 1993 divenne campione nazionale Sport Production classe 125. L'anno dopo, nel 1994, debuttò nel mondiale della classe 125 al Gran Premio d'Italia al Mugello come wild card, ottenendo la pole, anche se in gara dovette accontentarsi della decima posizione. Nello stesso anno partecipò al Campionato Europeo Velocità classificandosi al secondo posto stagionale. Nel motomondiale 1995 e in quello del 1996 gareggiò in classe 250 su un'Aprilia, senza però ottenere risultati degni di nota e arrivando in entrambe le occasioni al 17º posto finale.
Nella stagione 1997 tornò alla 125 e passò per tutto l'anno ad una Honda. L'anno successivo corse nuovamente su Honda e conquistò tre pole; anche se non vinse nessuna gara si mise in luce ottenendo un terzo posto nel Gran Premio di Germania. Nel 1999 tornò all'Aprilia nel team Vasco Rossi Racing, e vinse due gran premi (Francia e Italia) ed arrivò quarto nella classifica generale. L'anno dopo si laureò campione del mondo dopo aver ottenuto cinque vittorie (Malaysia, Italia, Repubblica Ceca, Spagna e Giappone) e 230 punti.
Passò alla 250 nella stagione 2001 con l'Aprilia RSW 250 del team MS Eros Ramazzotti Racing. Dopo due annate difficili, tornò in 125 con la KTM, con cui raggranella 18 punti. Nel 2004 Locatelli tornò all'Aprilia nel team Safilo Carrera - LCR, con cui vinse due corse (in Italia e in Germania) ed ottenne una pole position. Alla fine della stagione, nella quale raccolse 192 punti, arrivò terzo nella classifica generale.
Dopo il varo della regola secondo la quale i piloti che hanno più di 28 anni non possono correre nella 125, Locatelli fu costretto nel 2005 a passare in 250, confermato nella squadra di Lucio Cecchinello, ma i risultati non furono esaltanti, tuttavia il pilota bergamasco firma un contratto per la stagione 2006 con il team Toth. La stagione 2006 si rivela positiva e ottiene due podi (un terzo a Losail ed un secondo a Valencia), il titolo di miglior privato della stagione ed un quinto posto finale. Il 2007 Locatelli lo disputa in sella ad una Gilera.
Durante le prove ufficiali del secondo Gran Premio della stagione (24 marzo), Locatelli perde il controllo della sua 250 al termine di un rettilineo del circuito spagnolo di Jerez de la Frontera, sbattendo a circa 150 km/h contro il muro perimetrale. Il pilota riporta diverse contusioni alla cassa toracica e alle spalle e fratture alla gamba destra e alla caviglia sinistra (quest'ultima esposta), nonché un trauma cranico-facciale. Il centauro è stato ricoverato a Bologna e sottoposto ad operazione. Terminata la convalescenza è tornato regolarmente in pista per completare il campionato, concluso con un 9º posto stagionale. L'ultima stagione nel motomondiale prima del ritiro dall'agonismo è stata quella del 2009, sempre con la Gilera, conclusa all'11º posto in classifica con un terzo posto in occasione del GP di Francia.
Negli anni seguenti continua a lavorare nel motomondiale, ricoprendo il ruolo di coach tecnico in diverse squadre, tra cui Team Italia e Italtrans. Nel 2017 e 2018 ricopre il ruolo di commentatore tecnico per Sky Sport delle gare di Moto2 e Moto3. Lavora successivamente sempre come coach tecnico per la VR46 Academy.
Nel 2023 diventa team manager della squadra corse di Moto 2 Fantic Racing, rimanendoci anche nel 2024 e l'anno successivo.

## Risultati nel motomondiale

### Classe 125
| 1994 | Classe | Moto    |  |  |  |  |  |  |  |    |  |  |  |  |  |  |  |  | Punti | Pos. |
| ---- | ------ | ------- |  |  |  |  |  |  |  | -- |  |  |  |  |  |  |  |  | ----- | ---- |
| 1994 | 125    | Aprilia |  |  |  |  |  |  |  | 10 |  |  |  |  |  |  |  |  | 6     | 29º  |

| 1997 | Classe | Moto  |    |    |   |    |   |     |   |   |     |    |   |   |   |    |   |  | Punti | Pos. |
| ---- | ------ | ----- | -- | -- | - | -- | - | --- | - | - | --- | -- | - | - | - | -- | - |  | ----- | ---- |
| 1997 | 125    | Honda | 17 | 11 | 8 | 14 | 8 | Rit | 8 | 7 | Rit | 11 | 5 | 4 | 7 | 10 | 4 |  | 97    | 8º   |

| 1998 | Classe | Moto  |     |   |     |     |   |     |   |     |   |   |   |   |   |     |  |  | Punti | Pos. |
| ---- | ------ | ----- | --- | - | --- | --- | - | --- | - | --- | - | - | - | - | - | --- |  |  | ----- | ---- |
| 1998 | 125    | Honda | Rit | 5 | Rit | Rit | 4 | Rit | 7 | Rit | 3 | 8 | 7 | 5 | 6 | Rit |  |  | 87    | 9º   |

| 1999 | Classe | Moto    |    |     |   |   |   |   |   |   |   |     |    |   |   |   |   |   | Punti | Pos. |
| ---- | ------ | ------- | -- | --- | - | - | - | - | - | - | - | --- | -- | - | - | - | - | - | ----- | ---- |
| 1999 | 125    | Aprilia | 18 | Rit | 5 | 1 | 1 | 6 | 3 | 4 | 4 | Rit | 11 | 8 | 6 | 4 | 8 | 3 | 173   | 4º   |

| 2000 | Classe | Moto    |   |   |     |   |   |   |     |   |   |   |   |   |   |     |   |     | Punti | Pos. |
| ---- | ------ | ------- | - | - | --- | - | - | - | --- | - | - | - | - | - | - | --- | - | --- | ----- | ---- |
| 2000 | 125    | Aprilia | 4 | 1 | Rit | 3 | 4 | 1 | Rit | 6 | 4 | 2 | 1 | 2 | 1 | Rit | 1 | Rit | 230   | 1º   |

| 2003 | Classe | Moto |    |    |     |    |    |    |     |     |    |    |    |    |     |    |     |    | Punti | Pos. |
| ---- | ------ | ---- | -- | -- | --- | -- | -- | -- | --- | --- | -- | -- | -- | -- | --- | -- | --- | -- | ----- | ---- |
| 2003 | 125    | KTM  | 23 | 28 | Rit | 15 | 20 | 10 | Rit | Rit | 18 | 17 | 11 | 17 | Rit | 10 | Rit | 17 | 18    | 24º  |

| 2004 | Classe | Moto    |   |   |   |   |     |   |   |   |     |   |   |    |    |   |   |   | Punti | Pos. |
| ---- | ------ | ------- | - | - | - | - | --- | - | - | - | --- | - | - | -- | -- | - | - | - | ----- | ---- |
| 2004 | 125    | Aprilia | 2 | 8 | 2 | 1 | Rit | 2 | 4 | 1 | Rit | 3 | 9 | 14 | 20 | 4 | 4 | 6 | 192   | 3º   |

| Legenda | 1º posto        | 2º posto            | 3º posto            | A punti      | Senza punti        | Grassetto – Pole position Corsivo – Giro più veloce |
| Legenda | Gara non valida | Non qual./Non part. | Ritirato/Non class. | Squalificato | '-' Dato non disp. | Grassetto – Pole position Corsivo – Giro più veloce |

### Classe 250
| 1995 | Classe | Moto    |     |  |    |    |  |    |     |    |    |    |   |    |    |  |  |  |  |  | Punti | Pos. |
| ---- | ------ | ------- | --- |  | -- | -- |  | -- | --- | -- | -- | -- | - | -- | -- |  |  |  |  |  | ----- | ---- |
| 1995 | 250    | Aprilia | Rit |  | 18 | 10 |  | 13 | Rit | NP | 14 | 15 | 9 | 10 | 10 |  |  |  |  |  | 31    | 17º  |

| 1996 | Classe | Moto    |    |     |    |     |     |   |     |  |  |     |    |    |  |   |   |  |  |  | Punti | Pos. |
| ---- | ------ | ------- | -- | --- | -- | --- | --- | - | --- |  |  | --- | -- | -- |  | - | - |  |  |  | ----- | ---- |
| 1996 | 250    | Aprilia | 10 | Rit | 18 | Rit | Rit | 8 | Rit |  |  | Rit | 10 | 12 |  | 6 | 9 |  |  |  | 41    | 16º  |

| 2001 | Classe | Moto    |   |   |   |   |   |   |    |    |     |    |     |   |   |   |   |   |  |  | Punti | Pos. |
| ---- | ------ | ------- | - | - | - | - | - | - | -- | -- | --- | -- | --- | - | - | - | - | - |  |  | ----- | ---- |
| 2001 | 250    | Aprilia | 3 | 4 | 8 | 6 | 4 | 4 | 17 | NP | Rit | 12 | Rit | 7 | 6 | 7 | 4 | 3 |  |  | 134   | 8º   |

| 2002 | Classe | Moto    |    |   |   |   |   |     |   |    |   |   |   |     |   |    |     |   |  |  | Punti | Pos. |
| ---- | ------ | ------- | -- | - | - | - | - | --- | - | -- | - | - | - | --- | - | -- | --- | - |  |  | ----- | ---- |
| 2002 | 250    | Aprilia | 16 | 5 | 5 | 4 | 2 | Rit | 7 | 13 | 5 | 7 | 5 | Rit | 9 | 13 | Rit | 5 |  |  | 119   | 8º   |

| 2005 | Classe | Moto    |   |     |    |    |     |    |    |    |    |     |   |     |   |     |   |   |    |  | Punti | Pos. |
| ---- | ------ | ------- | - | --- | -- | -- | --- | -- | -- | -- | -- | --- | - | --- | - | --- | - | - | -- |  | ----- | ---- |
| 2005 | 250    | Aprilia | 7 | Rit | 16 | 14 | Rit | 12 | 11 | NE | 12 | Rit | 9 | Rit | 8 | Rit | 8 | 8 | 10 |  | 61    | 13º  |

| 2006 | Classe | Moto    |   |   |   |   |   |   |   |   |   |   |    |   |   |   |   |   |   |  | Punti | Pos. |
| ---- | ------ | ------- | - | - | - | - | - | - | - | - | - | - | -- | - | - | - | - | - | - |  | ----- | ---- |
| 2006 | 250    | Aprilia | 7 | 3 | 4 | 7 | 6 | 6 | 4 | 5 | 4 | 6 | NE | 4 | 5 | 7 | 5 | 4 | 2 |  | 191   | 5º   |

| 2007 | Classe | Moto   |   |    |  |  |    |    |    |     |   |    |    |    |   |     |    |    |   |    | Punti | Pos. |
| ---- | ------ | ------ | - | -- |  |  | -- | -- | -- | --- | - | -- | -- | -- | - | --- | -- | -- | - | -- | ----- | ---- |
| 2007 | 250    | Gilera | 6 | NP |  |  | NP | 18 | 12 | Rit | 9 | 10 | NE | 10 | 7 | Rit | 16 | 11 | 7 | 13 | 59    | 13º  |

| 2008 | Classe | Moto   |   |   |     |    |    |   |     |    |   |    |    |   |   |    |    |   |   |   | Punti | Pos. |
| ---- | ------ | ------ | - | - | --- | -- | -- | - | --- | -- | - | -- | -- | - | - | -- | -- | - | - | - | ----- | ---- |
| 2008 | 250    | Gilera | 8 | 8 | Rit | 11 | 13 | 6 | Rit | 11 | 9 | 10 | NE | 9 | 4 | AN | 10 | 6 | 7 | 4 | 110   | 9º   |

| 2009 | Classe | Moto   |   |     |   |   |    |     |   |    |    |    |   |   |     |     |    |     |   |  | Punti | Pos. |
| ---- | ------ | ------ | - | --- | - | - | -- | --- | - | -- | -- | -- | - | - | --- | --- | -- | --- | - |  | ----- | ---- |
| 2009 | 250    | Gilera | 9 | Rit | 9 | 3 | 10 | Rit | 5 | NE | 10 | 13 | 5 | 5 | Rit | Rit | NC | Rit | 9 |  | 85    | 11º  |

| Legenda | 1º posto        | 2º posto            | 3º posto            | A punti      | Senza punti        | Grassetto – Pole position Corsivo – Giro più veloce |
| Legenda | Gara non valida | Non qual./Non part. | Ritirato/Non class. | Squalificato | '-' Dato non disp. | Grassetto – Pole position Corsivo – Giro più veloce |